# ダス・マン
ダス・マン（ドイツ語：Das Man）とは、マルティン・ハイデッガーによる哲学の概念であり、「世人」とも訳される。
人間というのは個としての死が必然であるということを自覚せざるを得ない能力を持っており、主体的に生きることが運命付けられている存在であるにもかかわらず、このことを考えずに紛らわして過ごしている人間のことを言う。社会において生きる人間というのは、他者とは道具的に出会うということが多く、これは仕事中の他者と仕事相手として出会うということである。ここでは他者は自らの便宜のためであり、自らも他者の便宜のために道具的に存在しているということである。人々はこのような公共的な世界での生活に埋没し、気晴らしを楽しみ、時間を潰しながら生きているわけであるが、ハイデッガーはこのような生き方は本来の人間らしくない生き方であり、これを頽落と表現し、このような生き方をしている人々のことをダス・マンと表現した。このダス・マンという言葉は、人間を非人間的に表現する言葉が名詞化されているということであり、人間ならば誰であってもかまわないという生き方が暗示されている。